# La Source des femmes
La Source des femmes je belgicko-italsko-francouzský hraný film z roku 2011, který režíroval Radu Mihaileanu. Snímek měl světovou premiéru dne 21. května 2011 na filmovém festivalu v Cannes.

## Děj
Leila je svědkem pádu mladé těhotné ženy, která potratí při návratu od vodního zdroje daleko v horách. Tato událost ji přiměje zamyslet se nad stavem žen a Leila se od té chvíle snaží přesvědčit ostatní ženy z vesnice, aby zahálející muži konečně, aby do vesnice konečně přivedli vodu. Aby dosáhly svých cílů, rozhodnou se ženy vstoupit do stávky a odepřít mužům sex.

## Obsazení
| Leïla Bekhti      | Leila              |
| Hafsia Herzi      | Loubna / Esmeralda |
| Biyouna           | Stará puška        |
| Hiam Abbass       | Fatima             |
| Saleh Bakri       | Sami               |
| Malek Akhmiss     | Sofiane            |
| Sabrina Ouazani   | Rachida            |
| Zineb Ennajem     | Aïcha              |
| Karim Leklou      | Karim              |
| Mohammed Majd     | Hussein            |
| Mohamed Tsouli    | imám               |
| Omar Azzouzi      | šejk               |
| Amal Chakir       | Khadija            |
| Amina Boussaif    | Nawale             |
| Nadia Zaoui       | Yasmina            |
| Farida Bouaazaoui | Karima             |
| Amal Atrach       | Hasna              |
| Majida Benkirane  | Malika             |
| Mohamed Khouyi    | Jalil              |
| Mohamed Yazidi    | podomní obchodník  |